# Prix Ferrières
Le prix Ferrières, de la fondation du même nom, est un ancien prix annuel de vertu et de soutien à la création littéraire, décerné de 1935 à 1965 par l'Académie française et « destiné à des ouvrages qui auront paru les plus utiles au point de vue littéraire, moral et religieux ».

## Liste des lauréats
- 1935 : Edmée de La Rochefoucauld pour Problèmes nationaux vus par des Françaises
- 1936 : Dom Gaston Charvin pour Histoire de la Congrégation de Saint-Maur de Dom Marlène
- 1937 : 
  - Madeleine Chasles pour Une catholique devant la bible
  - Claude Renaudy pour L'Épreuve du feu
- 1938 : 
  - André David (1899-1988) pour La retraite aux hommes chez les Dominicains
  - René Fontenelle pour Sa Sainteté Pie XI
- 1939 : 
  - Adrien Dansette pour Le Boulangisme
  - Mme R. Malaplate-Schmacker pour L’enseignement primaire à Paris dans la seconde moitié du XVIe siècle
- 1940 : Abbé Désiré Aubry pour Le Père Bazin
- 1942 : Marguerite d'Escola pour Misère et Charité au Grand Siècle
- 1943 : Émile Lesimple pour Le pressentiment chrétien dans les religions anciennes
- 1945 : Ombline de La Villéon pour Marguerite de Lorraine
- 1946 : Robert-Félicien Pontville pour La désespérance
- 1947 : Suzanne Sourioux-Picard pour Un jour de Bernadette
- 1948 : Pierre Sévigny (1917-2004) pour Face à l'ennemi (1946)
- 1949 : Chanoine Gérard du Mesnil pour Les Missions
- 1950 : Jean Savigny pour l'ensemble de son œuvre
- 1951 : Léon de Lapérouse (1873-1952) pour La vie de Sainte Catherine de Gênes
- 1952 : Louise André-Delastre pour Azélie Martin
- 1953 : 
  - Jeanne Danemarie pour La cité de la Bienfaisance, Joseph de Cottolengo
  - R.P. Henri Goré (1890-1968) pour Mgr Alexandre Le Roy
- 1954 : 
  - Chanoine Aristide Cormier pour Mes entretiens avec Charles Maurras
  - Gaston Courtois pour Face au Seigneur
  - René Laurentin pour Marie, l’Église et le Sacerdoce
  - R.P. François Petiteville pour Le Père Havret
- 1955 : 
  - Raphaël-Louis Oechslin pour Louis de Grenade
  - Henri Sabarthez pour Lettres de mon jardin
- 1956 : 
  - Jean Gay pour Libermann
  - Abbé Pierre Gherman pour L’âme roumaine écartelée
- 1957 : Paul Lorenz (1903-1996) pour Sainte Jeanne de Chantal
- 1958 : René Le Trocquer pour Homme qui suis-je ?
- 1959 : Simone Saint-Clair pour Les anges incompris
- 1960 :
  - Amand Bellenger pour L'anneau du Seigneur
  - René Fourrey pour La confidente du Curé d'Ars
- 1964 : Ignace Thiry pour La Vie du Bienheureux Marcellin Champagnat
- 1965 : Louis Dollot pour Les relations culturelles internationales